# Угольско-Широколужанский буковый девственный лес
Угольско-Широколужанский буковый девственный лес (укр. Угольсько-Широколужанський буковий праліс) – крупнейший в мире кластер буковых девственных лесов, площадь которого составляет 8800 га. Он расположен в пределах Угольско-Широколужанского массива Карпатского биосферного заповедника (Закарпатская область, Украина). Части этого букового девственного леса находятся под охраной еще с 1920-х годов. С 1992 года Угольско-Широколужанский буковый девственный лес входит в список объектов Всемирного наследия ЮНЕСКО, к которому в 2007 и 2011 годах были причислены и другие девственные и старовозрастные буковые леса Европы.
Угольско-Широколужанский буковый девственный лес – объект активных научных исследований. Начиная с 2001 году здесь проходят исследования на постоянной мониторинговой пробной площади размером 10 га (200 х 500 м). В 2010 году впервые была проведена статистическая инвентаризация этого букового леса в рамках швейцарско-украинского научного проекта . Повторная инвентаризация с целью мониторинга изменений запланирована на 2019 год.

## Результаты лесной инвентаризации 2010 года
В 2010 году статистическая инвентаризация Угольско-Широколужанского букового девственного леса была проведена на площади 10 300 га, из которых 8800 га представлены девственными лесами. Во время полевых работ было заложено 314 круговых пробных площадок (500 м2 каждая), на которых были замерены все деревья диаметром на высоте грудей 6 см и больше. По результатам инвентаризации было установлено, что деревья бука лесного (Fagus sylvatica L.) составляют 97% всех деревьев (всего было замерено 6779 деревьев). Возраст самых старых деревьев бука составляет не более 500 лет. Наибольшим диаметром обладало дерево вяза (Ulmus glabra L.), диаметр которого составлял 150 см. Максимальный диаметр бука лесного составлял 140 см. Минимум 10 деревьев на 1 га имеют диаметр 80 см и больше. Количество живых деревьев на 1 гектаре составляет в среднем 435 шт., средняя сумма площадей поперечных сечений – 36,6 м2, а средний запас древесины – 582 м3. Запас мертвой древесины (стоячей и лежачей) составляет в среднем 163 м3/га. Вертикальная структура Угольско-Широколужанского букового девственного леса в большинстве случаев трёхъярусная. Окна в пологе леса имеют площадь, близкую к площади поперечного сечения кроны доминирующего дерева.

## Галерея

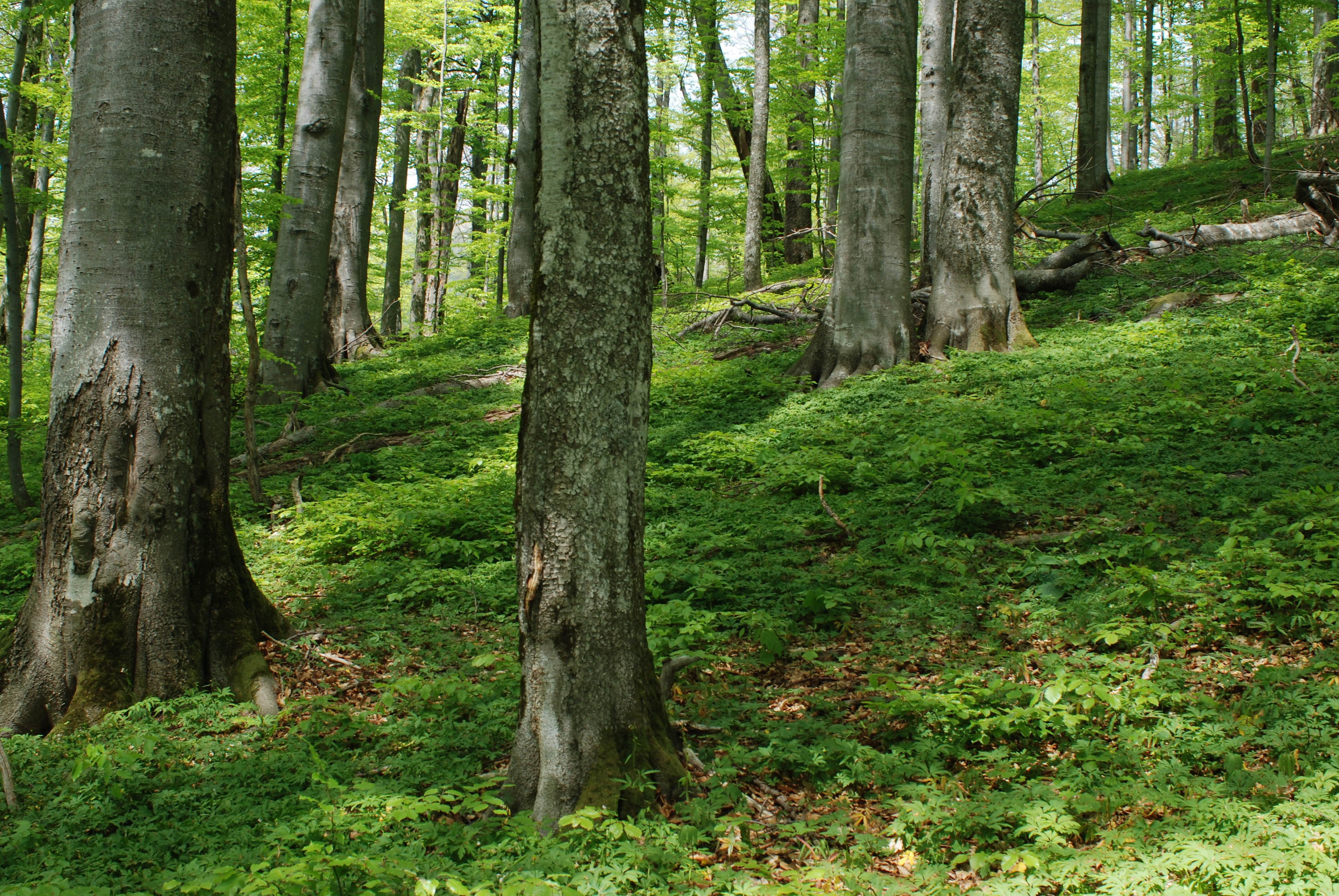
Широколужанский буковый девственный лес
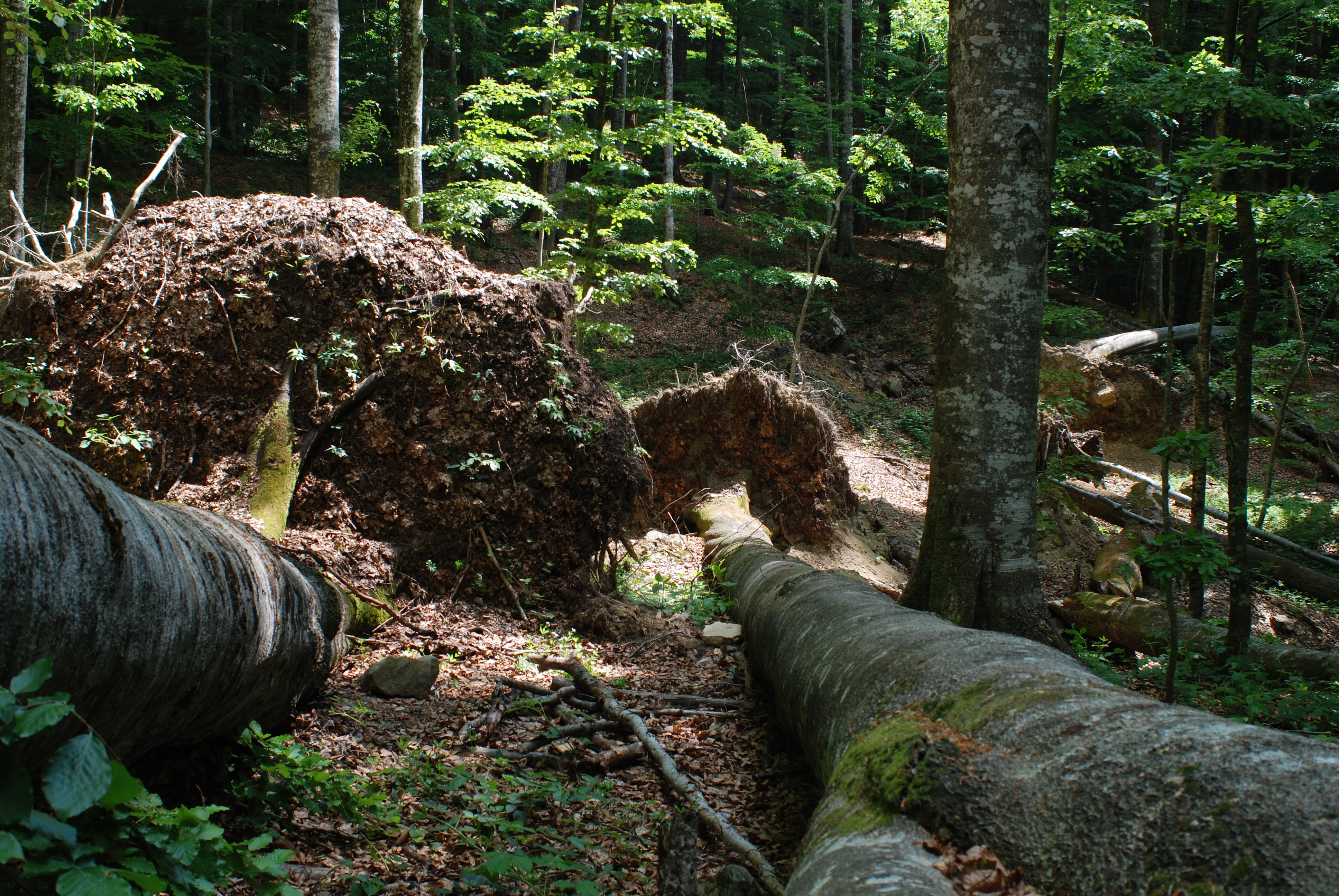
Ветровал в Широколужанском буковом девственном лесу
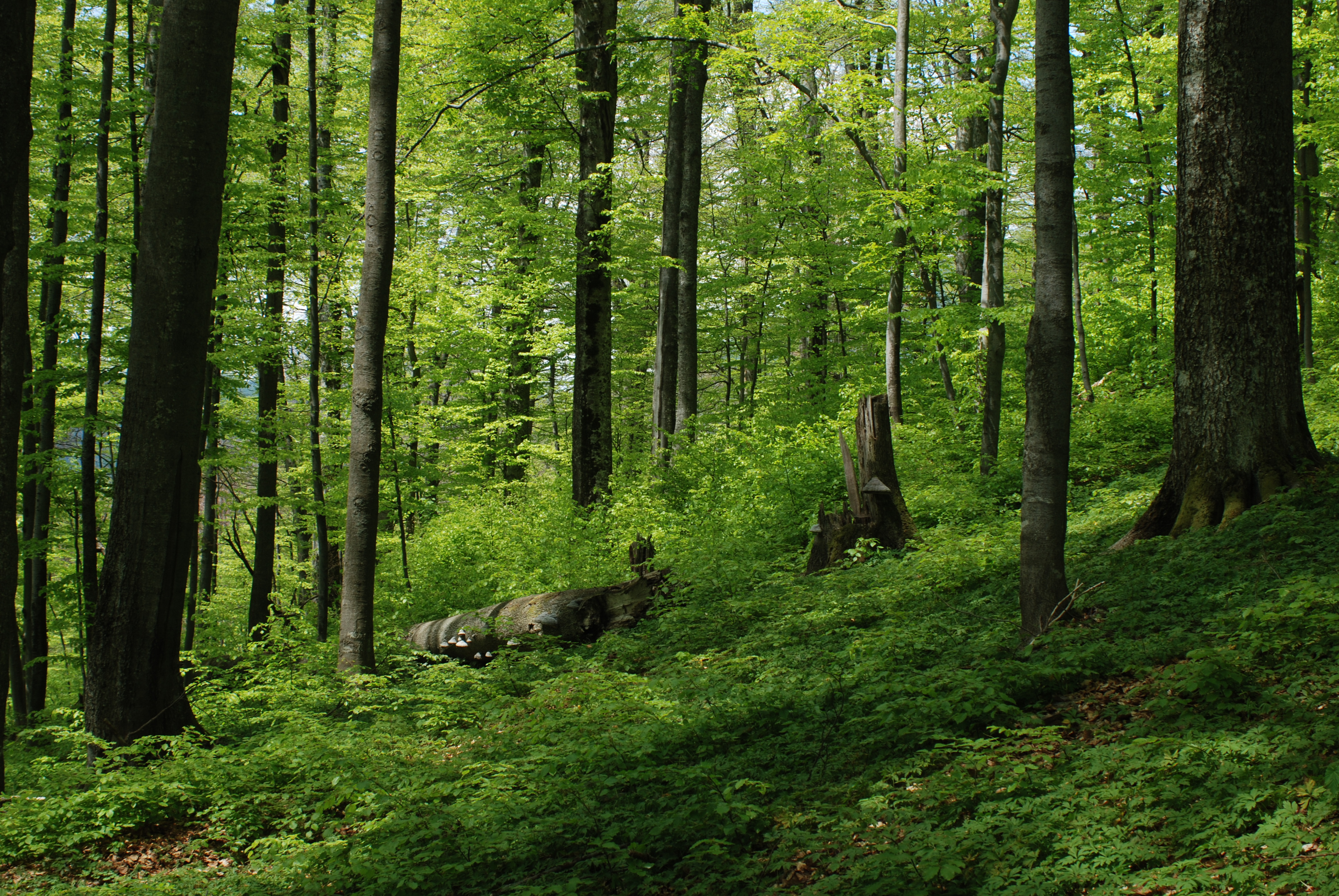
Подрост в буковом девственном лесу
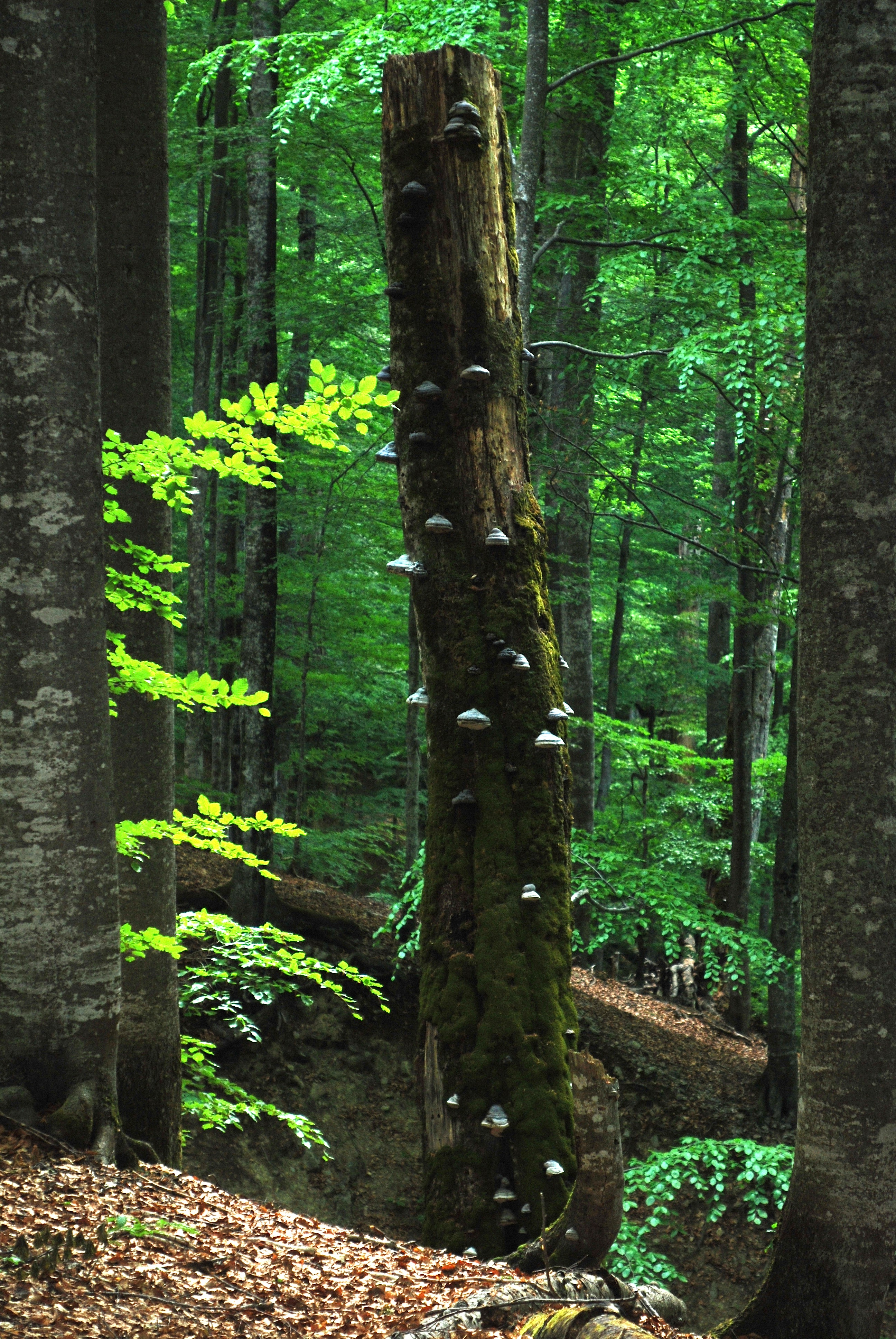
Мертвая древесина - залог биоразнообразия
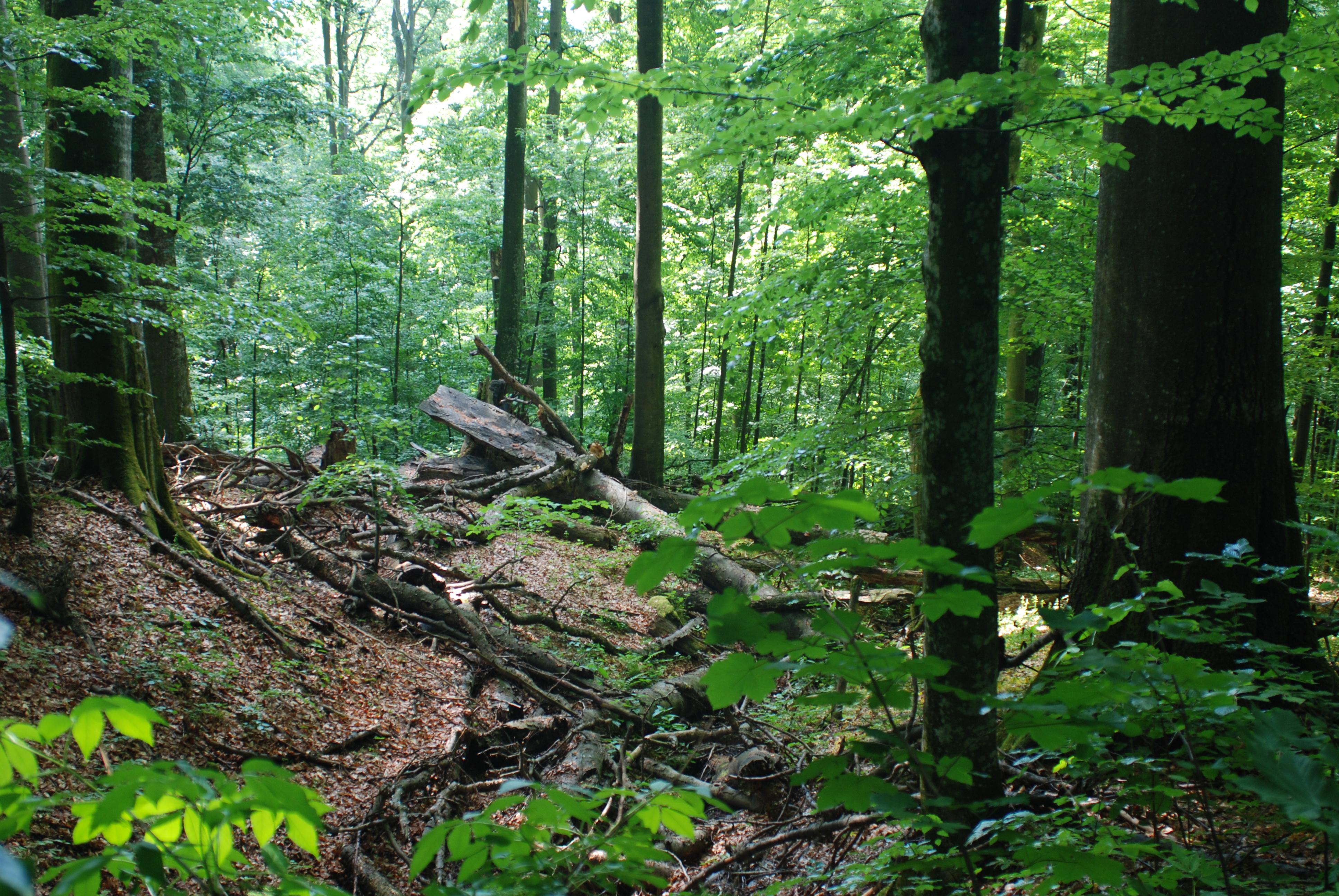
Мониторинговая пробная площадь
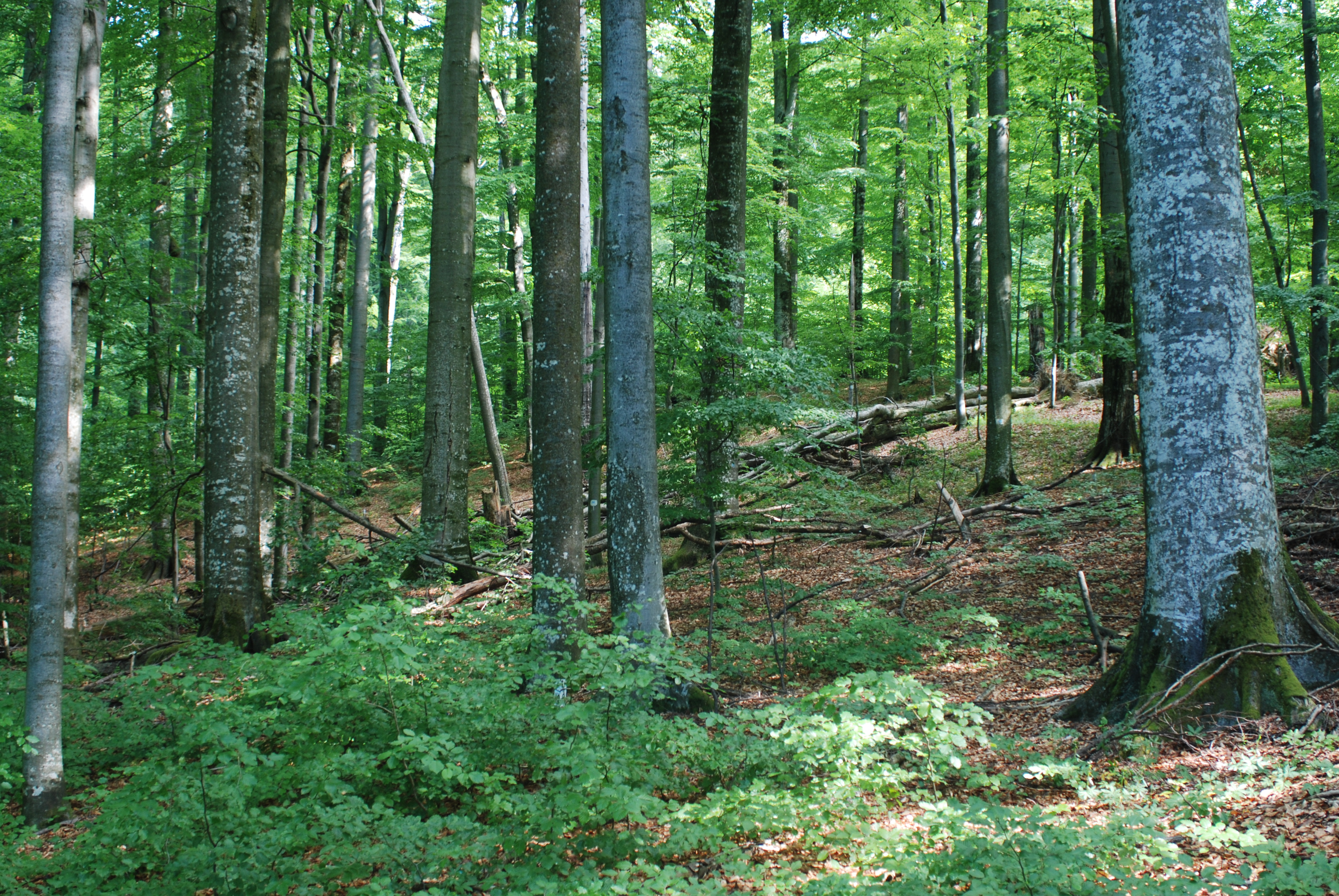
Мониторинговая пробная площадь